# Nago
Nago (japanska: 名護市?, Nago-shi),  okinawianska: Nagu, är en stad i Japan, och är belägen på ön Okinawa i prefekturen med samma namn. Nago fick stadsrättigheter 1970. 